# Jun Hyo-seong
Jun Hyo-seong (hangeul: 전효성) (Cheongju, 13 ottobre 1989) è una cantante, ballerina e attrice sudcoreana, membro e leader del gruppo musicale Secret e solista.

## Biografia
Jun Hyo-seong nasce a Cheongju, in Corea del Sud, il 13 ottobre 1989, figlia di mezzo di tre sorelle. Il suo nome deriva dalla parola Yuseong (유성), che in coreano significa "meteora", perché suo padre e la sua nonna materna hanno visto una stella cadente il giorno in cui è nata. Le sue sorelle sono nate in casa, mentre lei è nata in ospedale. Dato la situazione economica non molto buona della sua famiglia, distribuisce i giornali alla mattina sin dalle scuole elementari. Arrivata alle scuole medie, decide di voler fare la cantante, diventa la leader del club di danza della scuola e lavora part-time per guadagnare soldi per andare a Seul e partecipare alle audizioni. In particolare nel modo di ballare, Jun Hyo-seong è stata influenzata dalla cantante statunitense Beyoncé.

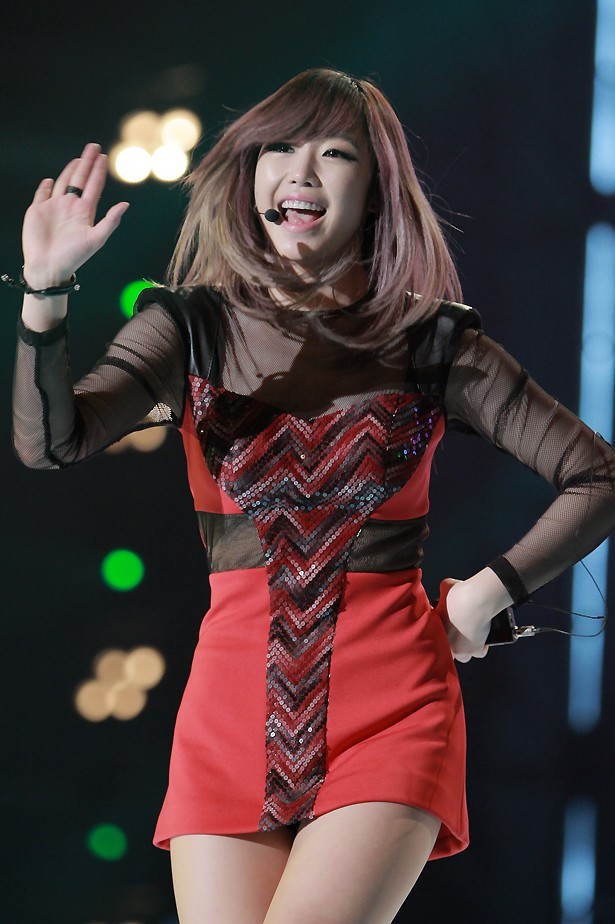
Jun Hyo-seong durante un'esibizione a marzo 2012.

Nel 2005, Jun Hyo-seong inizia a partecipare ad audizioni di vari talent show, riuscendo a vincerne uno a maggio 2005. Un agente della Good Entertainment le consiglia di fare l'audizione per Battle Shinhwa, al quale arriva tra i dodici finalisti, e firma un contratto con la Good Entertainment nel 2006. Tuttavia, inizialmente non è sicura di esser pronta ad uscire in televisione, ed è preoccupata per la sua frequenza scolastica. Inizia a vivere a Seul come tirocinante insieme a Yubin e Uee, a cui si aggiungono poi G.NA e Jiwon, con le quali inizialmente doveva formare un gruppo di cinque membri, le Five Girls, che però non debuttano mai a causa di problemi finanziari dell'azienda.
Nel 2008, dopo lo scioglimento delle Five Girls, inizia a lavorare part-time e riesce a guadagnare abbastanza soldi per frequentare la Inha University. Quando il padre muore di cancro ai polmoni, decide di terminare il tirocinio alla Good Entertainment e concentrarsi solo sul college, ma viene contattata da un agente della TS Entertainment: Jun Hyo-seong passa il provino e inizia a lavorare come tirocinante.
A ottobre 2009 Jun Hyo-seong debutta, con Sunhwa, Jieun e Hana, nella girl band Secret, il cui primo singolo è "I Want You Back". Nel 2010 escono gli EP Secret Time e Madonna. A marzo 2011 Jun Hyo-seong viene scelta per il programma della KBS Oh My School, mentre le Secret continuano ad avere successo, debuttando nel mercato giapponese e pubblicando a ottobre il primo album coreano, Moving in Secret. Precedentemente, a settembre, viene scelta come modella della collezione invernale 2011/2012 della linea sportiva KELLAN insieme ad altri idol della TS Entertainment. Il 3 aprile 2011 partecipa alla cerimonia d'apertura per il trentesimo anniversario della Korea Baseball Organization insieme a Jieun.
A febbraio 2012 recita la parte di Soo Yeon nel drama Dorongnyong dosa-wa geurimja jojakdan, mentre ad agosto le Secret pubblicano il primo album giapponese, Welcome to Secret Time. A gennaio 2013 firma un contratto esclusivo con la marca d'intimo femminile Yes per diventare il volto della collezione primavera/estate destinata alle ventenni, le cui vendite, a marzo 2013, risultano salite del 40-50%. Ad agosto entra nel cast della serie Gwishinboneun hyungsa Cheo Yong, in onda dal 9 febbraio 2014, nella quale interpreta Han Na-young, il fantasma di una ragazza adolescente innamorata del protagonista.
Ad aprile 2014 viene annunciato il suo debutto da solista per il 12 maggio, con l'album singolo "Top Secret", e ottiene il ruolo di Han Suri, una reporter di una rivista, nella serie Goyang-ineun itda. A giugno dello stesso anno viene scelta come modella per il gioco per smartphone Hero's Star.
Nel 2018, Hyosung querela ufficialmente la sua ex-etichetta discografica, la TS Entertainment, per non averla pagata dal 2015.
La Ts Entertainment risponde con una controquerela per sciogliere il contratto che era ancora in vigore.
Hyosung firma un contratto con una nuova etichetta, la Tommy & Partners entertainment.

## Discografia
Di seguito, le opere di Jun Hyo-seong come solista. Per le opere con le Secret, si veda Discografia delle Secret.

### EP
- 2015 – Fantasia (TS Entertainment)
- 2016 – Colored (TS Entertainment)

### Album Singoli
- 2014 – Top Secret (TS Entertainment)

### Singoli
- 2014 – Good-night Kiss
- 2015 – Into You
- 2016 – Find Me
- 2019 – Starlight

### Colonne Sonore
- 2017 – Dangerous
- 2019 – Always You

### Collaborazioni
- 2009 – My Boo (con gli Untouchable e Sunhwa)[24]
- 2012 – This Person (con Dazzling Red (Hyolyn, HyunA, Nana e Nicole))

## Filmografia
- Dorongnyong dosa-wa geurimja jojakdan (도롱뇽도사와 그림자 조작단) – serie TV, episodio 1x04 (2012)
- Gwishinboneun hyungsa Cheo Yong (귀신보는 형사 처용) – serie TV (2014-2016)
- Goyang-ineun itda (고양이는 있다) – serie TV, 119 episodi (2014)
- Wanted (원티드) – serie TV (2016)
- Naeseongjeog-ui boss (내성적인 보스) – serie TV (2017)
- Memorist (메모리스트?, MemoriseuteuLR) – serie TV (2020)
- Delivery Man (딜리버리 맨!?) – serie TV (2023)

## Videografia
Oltre che nei suoi videoclip e in quelli delle Secret, Jun Hyo-seong è apparsa anche nei seguenti video:
- 2011 – Never Give Up, videoclip di Bang&Zelo (B.A.P)[25]

## Riconoscimenti
Di seguito, i premi ricevuti solo da Jun Hyo-seong. Per i premi ricevuti insieme alle Secret, si veda Premi e riconoscimenti delle Secret.
- 2014 – Korea Drama Awards
  - Nomination Best New Actress (Goyang-ineun itda)